# COMMAND.COM
COMMAND.COM é o programa padrão utilizado como shell dos sistemas operacionais DOS, Windows 9x/ME e outros semelhantes. Trata-se do interpretador de comandos que é executado logo em seguida ao processo de boot do sistema. Foi sucedido pelo programa cmd.exe no Windows NT e no OS/2, mas ainda está presente neles para promover compatibilidade através da Máquina Virtual DOS. Também está presente em projetos que oferecem alternativas atuais de código fonte aberto como o FreeDOS.

## Iniciação
Este programa também é responsável pela etapa final da iniciação do sistema DOS por ser o responsável pela execução do programa de lote AUTOEXEC.BAT, que inicia programas residentes e outros comandos de configuração do ambiente que sejam necessários ou desejados pelo usuário.

## Operação
Como shell do sistema, ele pode trabalhar no modo interativo e no modo de lote. O modo interativo exibe um prompt de comando e aguarda o usuário digitar um comando que será executado por ele. No modo de lote, ele executa de maneira não interativa um lote de comandos que foi anteriormente especificado em um arquivo. Em geral, estes arquivos são identificados pela extensão .BAT.
O modo interativo aceita comandos ignorando o uso de maiúsculas e minúsculas, portanto os comandos dir, Dir e DIR são todos interpretados da mesma forma.